# IC 2589
IC 2589 est une galaxie spirale située dans la constellation de l'Hydre. Sa vitesse par rapport au fond diffus cosmologique est de 4 031 ± 29 km/s, ce qui correspond à une distance de Hubble de 59,5 ± 4,2 Mpc (∼194 millions d'al). Elle a été découverte par l'astronome américain Lewis Swift en 1898.
IC 2589 présente une large raie HI. Elle renferme également des régions d'hydrogène ionisé.

## Groupe de NGC 3313
IC 2589 est un membre du groupe de NGC 3313. Outre NGC 3313, ce groupe compte au moins 5 autres galaxies : NGC 3331, NGC 3335, IC 2594, ESO 501-1 et ESO 501-62.
IC 2589 et donc toutes les galaxies du groupe de NGC 3313 font partie l'amas de l'Hydre (Abell 1060). L'amas de l'Hydre est l'amas dominant du superamas de l'Hydre-Centaure.